# Musée d'art d'Heinola
Le musée d'Art d'Heinola (en finnois : Heinolan taidemuseo) est un musée situé au centre d'Heinola en Finlande.

## Histoire
Le musée d'art Heinola est situé dans la maison de style Empire construite en 1830 pour le marchand Alexander Toropoff (1790-1852). 
Le maître d'œuvre de la construction est  le menuisier Jacob Nygrén (1768-1836). 
Les caractéristiques de l'édifice sont les motifs de roses et de feuilles de laurier, qui sont utilisées pour décorer les fenêtres et les portes intérieures.
Le bâtiment est vendu en 1916 à la ville d'Heinola. par la suite, il servira d'hôtel, d'école et d'espace artisanal.
Il est rénové en 1985-1986 et l'intérieur est aussi proche que possible de l'original. 
En particulier, les peintures originales des plafonds du salon et des pièces du fond , les planchers en bois, les portes, les fenêtres ont été repeints avec des peintures à l'huile dans le gris argile d'origine. 
Les peintures originales des plafonds du hall et des toits des pièces du fond ont été nettoyées et complétées.  
Depuis 1991, le bâtiment abrite le musée d'art d'Heinola.

## Expositions
En 2021, Le musée  d'Art célèbre son 30e anniversaire. 
Le programme de l'exposition se concentre sur les artistes d'Heinola.  